# Francisco Scaramanga
Francisco Scaramanga é um personagem criado pelo escritor britânico Ian Fleming, existente no livro e no filme 007 contra o Homem com a Pistola de Ouro. Principal antagonista do agente secreto James Bond na trama, ele foi interpretado no cinema pelo ator Christopher Lee, primo de Fleming.

## Características
Filho de um artista de circo, tornou-se um assassino profissional frio e sádico na vida adulta. No livro de Fleming ele é um agente da KGB soviética, transformado em matador autónomo – cobrando U$1 milhão de dólares por assassinato – no cinema. Alto e magro, anda sempre de roupas brancas ou claras, usa uma pistola de ouro que consiste na montagem de uma caneta e uma cigarreira com um isqueiro, que usa balas também de ouro e o faz ser conhecido pelos serviços de segurança internacionais como O Homem da Pistola de Ouro. Como característica física pessoal, Scaramanga possui três mamilos no peito.

## Filme
Scaramanga abre o filme em sua ilha na costa tailandesa, acompanhado de sua cativa amante Andrea Anders e de seu fiel assistente anão Nick Nack. Nas primeiras cenas do filme, ele mata um assassino contratado  por Nick Nack  – com seu conhecimento – para testar suas habilidades e mantê-lo alerta.
Desejoso de enfrentar James Bond, a quem considera o único homem vivo que tem como um igual, ele envia uma bala de ouro, com o nome de 007, ao MI-6, em Londres. M então autoriza Bond a caçar Scaramanga antes que ele o encontre. Além de desafiar Bond, Scaramanga, contratado para matar um cientista e roubar um equipamento de última geração de captação de energia solar, o Solex, ele, com a ajuda de Nick Nack, também rouba o aparelho para si e mata seu contratante, o industrial mafioso Hai Fat.
Depois de atrair Bond à sua propriedade, raptando a ajudante do espião, a bond girl Mary Goodnight, também agente do MI-6, Scaramanga o desafia para um duelo na pequena praia da ilha, onde, ao se virarem um para o outro, ele desaparece. Seu encontro final, se dá em seu stand de tiro, onde treinava o assassinato dos homens contratados por Nick Nack, e possui vários bonecos de cera, fiéis a personalidades do crime, como Al Capone. Um deles é o boneco de James Bond, que surpreende Scaramanga tomando o lugar da cópia e matando o assassino com um tiro no coração.